# Lars Riedel
Lars Riedel (* 28. června 1967, Zwickau, Sasko) je bývalý německý atlet, olympijský vítěz, pětinásobný mistr světa a mistr Evropy v hodu diskem.
Čtyřikrát reprezentoval na letních olympijských hrách (Barcelona 1992, Atlanta 1996, Sydney 2000, Athény 2004).
Jeho osobní rekord pochází z roku 1997 a má hodnotu 71,50 m. Tento výkon je dodnes desátým nejlepším v celé historii. Světový rekord drží od roku 1986 Němec Jürgen Schult výkonem 74,08 m. Atletickou kariéru ukončil v roce 2008 kvůli problémům se zády.